# Sven-Erik Klinkmann
Sven-Erik Klinkmann, född 30 januari 1947 i Vasa, är en finlandssvensk författare, journalist och kulturforskare.
Klinkmann inledde sin bana som redaktör vid Vasabladet, där han var verksam 1970–1975 och 1978–1982. Åren 1985–1988 skötte han redaktörskapet för tidskriften Horisont. I sitt författarskap söker sig Klinkmann gärna till gränsland mellan olika genrer. Han har publicerat diktsamlingar, bland annat Den anonyma trädgården (1995), en biografi över Vasabladets mångårige chefredaktör Birger Thölix (1993), doktorsavhandlingen Elvis Presley – den karnevalistiska kungen (1998) och På drömmarnas marknad. Ikoner, fantasibilder och klichéer i populärkulturen (2006).
Klinkmann blev filosofie doktor 1999. I sin forskning har han koncentrerat sig på populärkulturens roll i samhället.
Klinkmann tilldelades Choraeuspriset av Olof och Siri Granholms stiftelse år 1996.

### Essäer, sakprosa
- Motpunkter och möteslinjer : tankar kring tillvarons enhet. Jeppo: Författarnas andelslag. 1984. Libris 7984510. ISBN 951-9157-59-X
- Genombrottet : att söka efter vägen som leder till livet. Uppsala: EFS-förlag. 1988. Libris 7599184. ISBN 91-7080-830-9
- Thölix : tidningsman. Esbo: Schildt. 1993. Libris 7844826. ISBN 9515006147
- Elvis Presley : den karnevalistiske kungen. Åbo: Åbo Akademi. 1998. Libris 8386103. ISBN 9517650086
- Populära fantasier : från Diana till Bayou Country. Vasa: Scriptum. 2002. Libris 8863920. ISBN 951890295X
- På drömmarnas marknad : ikoner, fantasibilder och klichéer i populärkulturen. Hedemora: Gidlund. 2006. Libris 10212014. ISBN 9178447194
- Från Wantons till Wild Force : nya sound i en gränsstad. Stockholm: Gidlund. 2010. Libris 11678098. ISBN 9789178447978
- I fänrikarnas, martallarnas och dixietigrarnas land : en resa genom det svenska i Finland. Helsingfors: Svenska litteratursällskapet i Finland. 2011. Libris 12400488. ISBN 9789515832252
- Ropet från gårdagen – popen, rocken och sextiotalet. Vasa: Scriptum. 2021. ISBN 978-952-7005-84-2
- Dylans lögndetektor : en essä om tiden. Ellips. 2021. Libris 3hfpgffl1xnlqr58. ISBN 9789527081228
- Skatan och pingvinen: att kulturforska i marginalen. Nostos. 2023. Libris tbbhbbtzr461fbh6. ISBN 9789529477166
- Jag skriver för att minnas och för att glömma. Nostos. 2024. ISBN 9789529491452
- Cowboydrömmar: en essä om västernfilmen. Nostos. 2025. Libris wgcv9g2btgl5xftt. ISBN 9789526564906

Poesi, skönlitteratur
- Drömmen om floden. Jeppo: Författarnas andelslag. 1985. Libris 7984519. ISBN 951-9157-68-9
- Stenen och havet. Jeppo: Författarnas andelslag. 1986. Libris 7984522. ISBN 951-9157-71-9
- Gnagarna. Vasa: Scriptum. 1987. Libris 7981798. ISBN 952-9504-07-1
- Miraklet. Jeppo: Författarnas andelslag. 1992. Libris 7990415. ISBN 952-9504-07-1
- Fågelsång. Vörå: Författarnas andelslag. 1994. Libris 7990427. ISBN 952-9504-20-9
- Den anonyma trädgården. Helsingfors: Söderström. 1995. Libris 7846101. ISBN 951-52-1576-5
- Där minnet övergår i sand. Vasa: Scriptum. 1998. Libris 7981857. ISBN 951-8902-72-0
- När Bill Brandon kommer ridande. Vasa: Scriptum. 2000. Libris 7981867. ISBN 951-8902-83-6